# Einwohner
Der Einwohner einer Ortschaft ist der Bewohner einer Gemeinde oder eines Stadtviertels und daraus folgend eines Landes. Es handelt sich dabei um einen öffentlich-rechtlichen Begriff, der sich von dem des Bürgers bzw. Staatsbürgers dadurch abgrenzt, dass letzterem besondere Rechte und Pflichten zugewiesen sind. Auf dem Einwohnerbegriff beruht das in Deutschland geltende Melderecht.
Öffentlich-rechtlich ist ein Einwohner einer Gemeinde, „wer nach objektiver Betrachtungsweise in ihr eine Wohnung innehat, die darauf schließen lassen, dass er die Wohnung beibehalten und benutzen wird.“ Deshalb ist der Begriff Einwohner nicht deckungsgleich mit dem Begriff gemeldeter und in der Einwohnermeldedatei mit seinen Daten eingetragener Bewohner, sondern bezieht sich auch auf unregistrierte Bewohner eines festen Wohn- oder Nebenwohnsitzes. Die Summe der Einwohner einer Entität ist die Einwohnerzahl.

## Geschichte
In historischer Zeit galten zunächst nur männliche Erwachsene als Einwohner. In der uns heute vertrauten Bedeutung beginnt die Verwendung von Einwohner in Dörfern Südwestsachsens bereits um 1700 durch den fließenden Übergang aus Inwohner; altertümliche Begriffe für eine Einwohnerin waren Infrau oder Innfrau.

## Einwohnerpflichten
Für einen Einwohner ergeben sich keine Bürgerpflichten, wenn dieser kein Staatsbürger ist, es gibt jedoch weitere Pflichten, die unter Umständen zu erfüllen sind:
- die Meldepflicht des Wohnsitzes
- die Steuerpflicht
- die Schulpflicht
- die Bildungspflicht
- die Impfpflicht

## Beispiel-Definitionen
„(1) Einwohner ist, wer in der Gemeinde wohnt.
(2) … Bürger der Gemeinde sind die zur Gemeindevertretung wahlberechtigten … Einwohner. …“